# Tietz (Familienname)
Tietz ist ein deutscher Familienname.

## Namensträger
- Alexander Tietz (1896–1978), Banater Volkskundler und Heimatforscher
- Alfred Leonhard Tietz (1883–1941), deutscher Kaufmann und Warenhaus-Unternehmer
- Anne-Luise Tietz (* 1992), deutsche Schauspielerin
- Antje Tietz (* 1969), deutsche Politikerin
- Anton Ferdinand Tietz (ca. 1742/62–ca. 1810/16), deutscher Geiger und Komponist, siehe Anton Ferdinand Titz
- Bruno Tietz (1933–1995), deutscher Ökonom, Professor für Betriebswirtschaftslehre und Handelsexperte
- Carl Tietz (1831–1874), deutscher Architekt
- Carl Tietz (Fotograf) (1863–1934), deutscher Fotograf
- Christiane Tietz (* 1967), deutsche evangelische Theologin und Kirchenpräsidentin
- Ferdinand Dietz (1708–1777), deutscher Bildhauer des Rokoko
- Friedrich Tietz (1803–1879), deutscher Theaterdirektor und Schriftsteller
- Fritz Tietz (* 1958), deutscher Schriftsteller und Schauspieler
- Georg Tietz (1876–1960), deutscher Politiker (SPD), MdL Schaumburg-Lippe
- Georg Tietz (Kaufmann) (1889–1953), deutscher Kaufmann
- Gerold Tietz (1941–2009), deutscher Schriftsteller
- Gunther Tietz (1961–1993), deutscher Schriftsteller, Lyriker und Herausgeber
- Hermann Tietz (Rabbiner) (1834–1904), deutscher Rabbiner
- Hermann Tietz (Kaufmann) (1837–1907), deutscher Kaufmann
- Hermann Tietz (Musiker) (1844–1901), deutscher Chemiker und Musiker
- Horst Tietz (1921–2012), deutscher Mathematiker und Hochschullehrer
- Horst-Dieter Tietz (* 1937), deutscher Ingenieurwissenschaftler
- Janko Tietz (* 1972), deutscher Journalist
- Johann Daniel Tietz (1729–1796), preußischer Astronom, Physiker und Biologe, siehe Johann Daniel Titius
- Johann Ludwig Tietz (vor 1723–1798), deutscher Maler
- Josef Tietz (1830–1906), deutscher Theaterschauspieler
- Julius Tietz (Kaufmann) (1844–1911), deutscher Kaufmann, Unternehmer und Warenhausbesitzer
- Julius Tietz (Pädagoge) (1838–nach 1901), deutscher Theologe und Schuldirektor
- Jürgen Tietz (* 1964), deutscher Architekturkritiker und Publizist
- Karl-Ewald Tietz (1941–2011), deutscher Germanist, Pädagoge und Volkskundler
- Karl-Heinz Tietz (1919–2014), deutscher Fußballspieler
- Karsten Tietz, deutscher Diplomat und Politiker (CDU)
- Kristina Tietz (* 1990), deutsche Synchronsprecherin
- Leonhard Tietz (1849–1914), deutscher Kaufmann
- Manfred Tietz (* 1941), deutscher Romanist mit Schwerpunkt Hispanistik
- Margarete Tietz (1887–1972), deutsch-amerikanische Sozialfürsorgerin, Mäzenatin
- Marion Tietz (* 1952), deutsche Handballspielerin
- Michael Tietz (* 1944), deutscher Synchronsprecher und Filmschauspieler
- Norbert Tietz (1942–1985), deutscher Politiker
- Oscar Tietz (1858–1923), deutscher Warenhausgründer
- Oskar Tietz (1895–1975), deutscher Radrennfahrer
- Phillip Tietz (* 1997), deutscher Fußballspieler
- Reinhard Tietz (1928–2025), deutscher Wirtschaftswissenschaftler
- Siegfried Tietz (* 1936), deutscher Fußballspieler
- Udo Tietz (* 1953), deutscher Philosoph
- Uwe Tietz (* 1947), deutscher Politiker
- Viktor Tietz (1859–1937), sudetendeutscher Schachspieler und -funktionär
- Werner Tietz (* 1970), deutscher Althistoriker